# Битва при Кадісії
Битва при Кадісії (араб. مَعْرَكَة ٱلْقَادِسِيَّة; перс. نبرد قادسیه) — битва 16-19 листопада 636 року між армією другого праведного халіфа Умара ібн аль-Хаттаба під командуванням Саада ібн Абу-Ваккаса та армією Сасанідів під командуванням Рустама Фаррохзада в регіоні Кадісія. Стала однією з найважливіших битв під час арабського завоювання Ірану.
Тодішній командувач сасанідської армії Рустам Фаррохзад загинув за нез'ясованих обставин під час битви. Подальший крах сасанідської армії в регіоні призвів до вирішальної перемоги арабів-мусульман над Сасанідами і включення території, що включає сучасний Ірак, до складу Праведного халіфату.
Вчені з Даремського університету та Університету Аль-Кадісії визначили ймовірне місце битви при Кадісії у 2024 році.

## Передумови
Після вбивства візантійського імператора Маврикія самозванцем Фокою, шах Сасанідської імперії Хосров II оголосив війну Візантії, розпочавши візантійсько-сасанідську війну 602-628 років. Ця війна послабила і виснажила як персів, так і візантійців та зруйнувала політичний порядок, який панував у цьому регіоні протягом трьох століть, і створила вакуум влади, який дозволив арабам-мусульманам перемогти ці дві імперії та утворити власну — Праведний халіфат.

## Битва
Битва завершилася після запеклих боїв між арабами-мусульманами і персами, що тривали чотири дні і три ночі, вирішальною перемогою мусульман. Перемога мусульман при Кадісії є однією з вирішальних битв в історії Близького Сходу. Перемога мусульман у цій битві призвела до поширення ісламу в регіоні та важливих наслідків для політичного, релігійного та громадянського життя в історії Близького Сходу загалом і в історії Ірану зокрема.

## Галерея

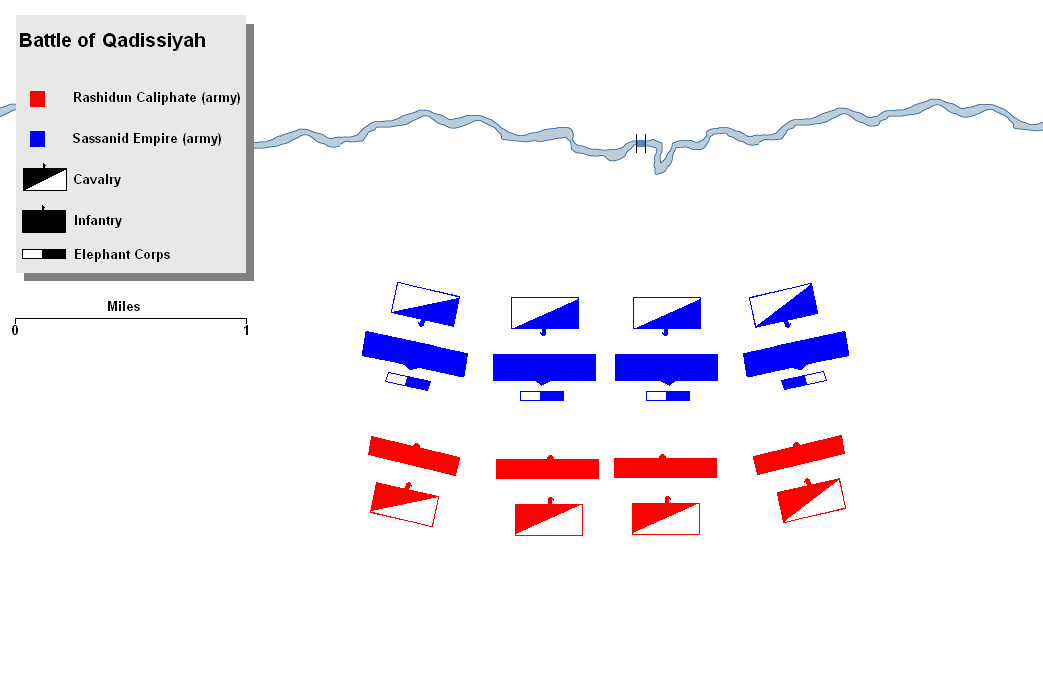
Тактичне розгортання військ
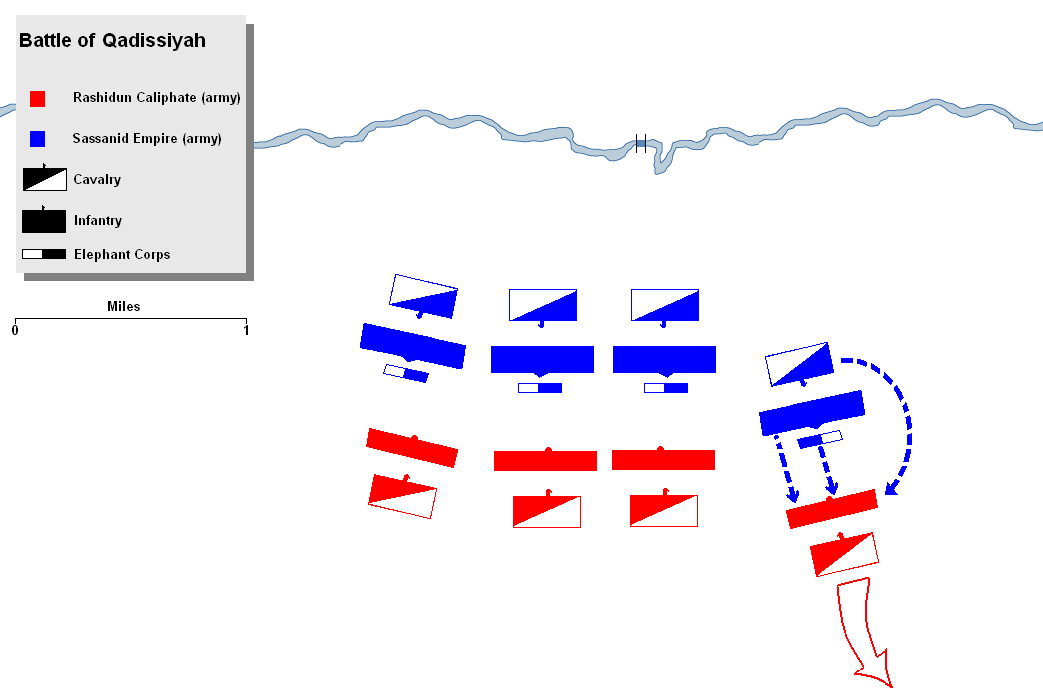
Перське ліве крило відсунуло мусульманське праве крило
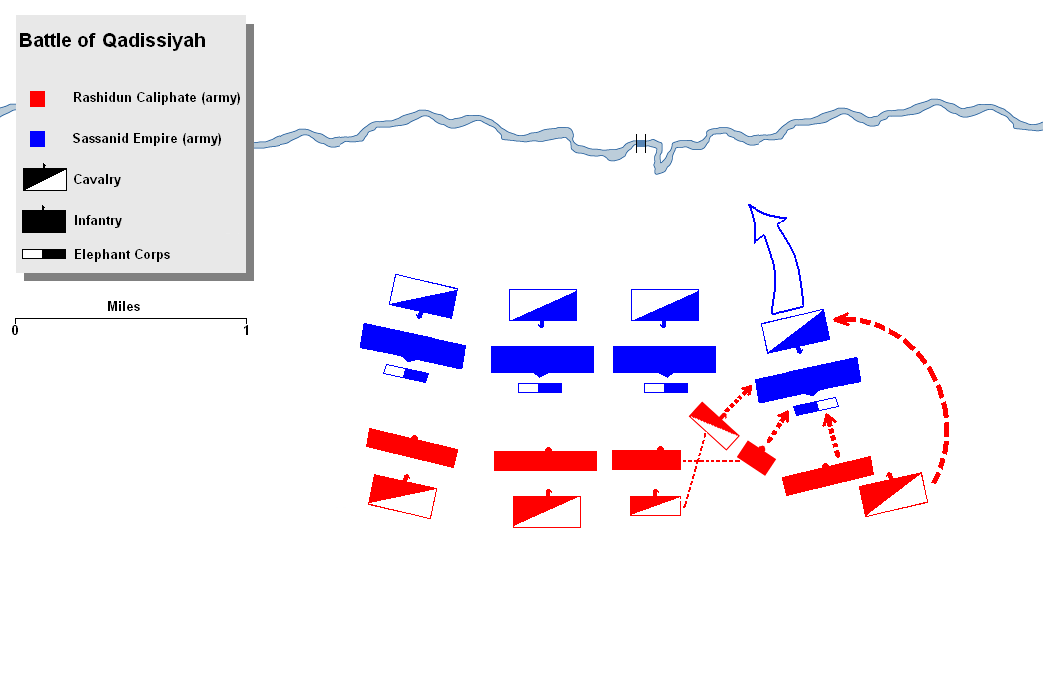
Кавалерійські та піхотні полки з мусульманського правого центру зміцнюють мусульманське праве крило і відбивають перське ліве крило
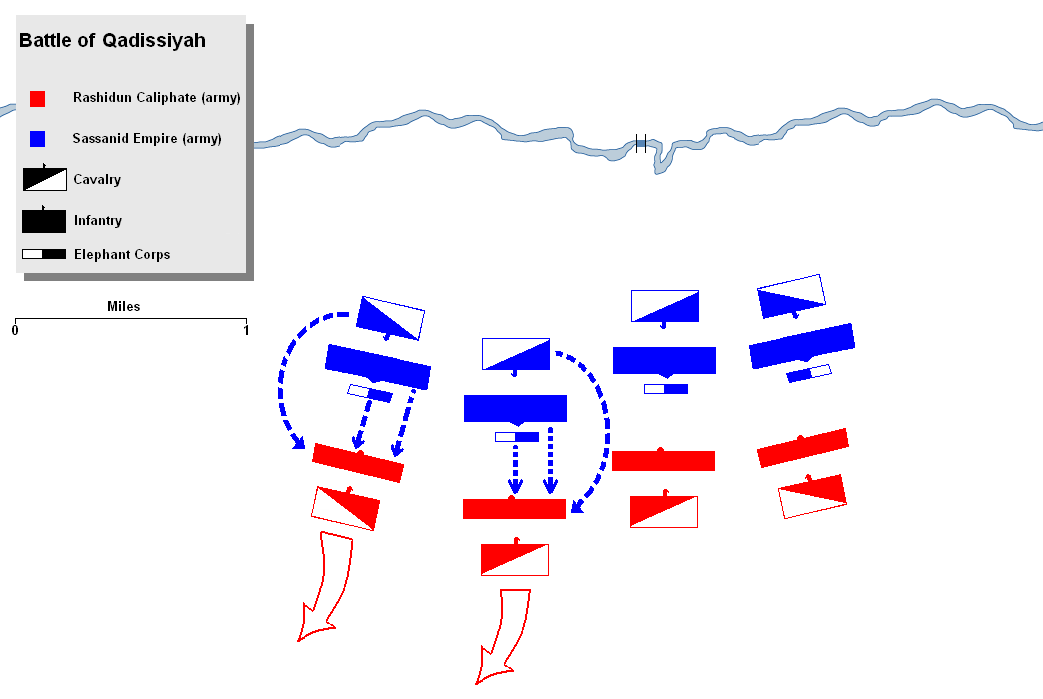
Перські праве крило і правий центр атакували і відтиснули відповідний мусульманський корпус
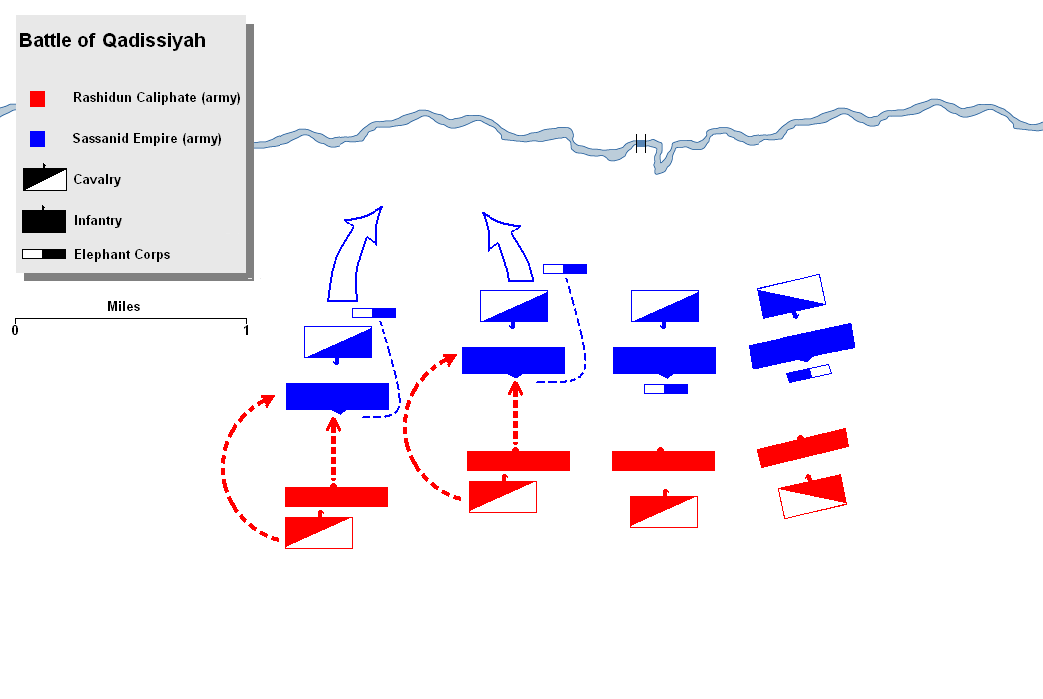
Мусульманам вдається розвернути перських слонів, після чого атака на перське праве крило і правий центр флангу, з кавалерійськими атаками на фланг і піхоту з тилу
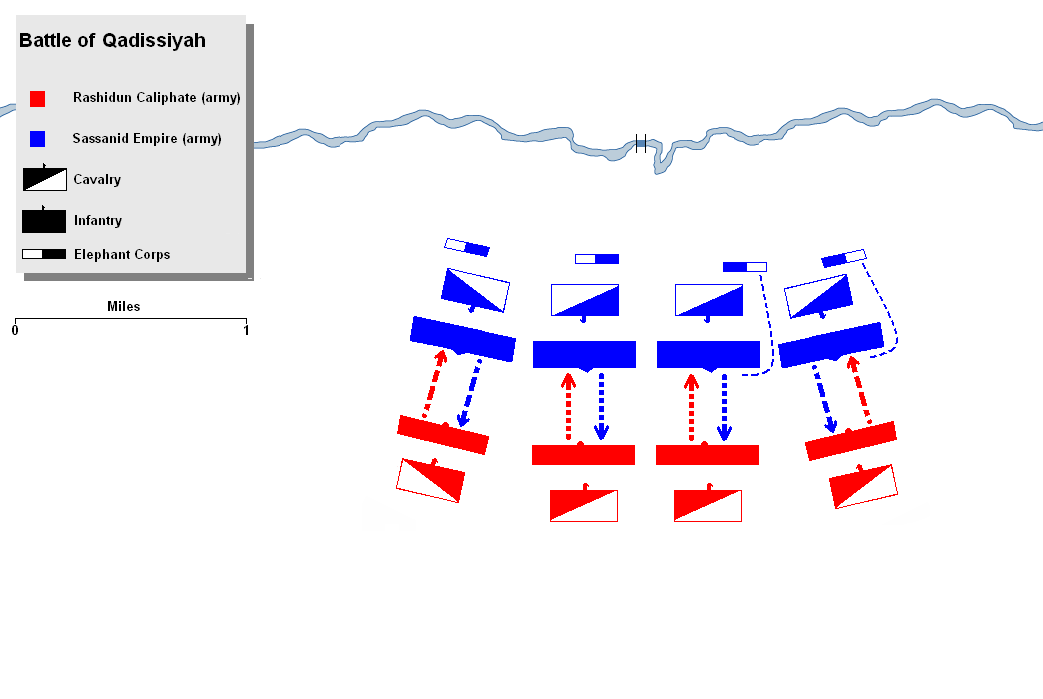
Загальна атака мусульман на перський фронт
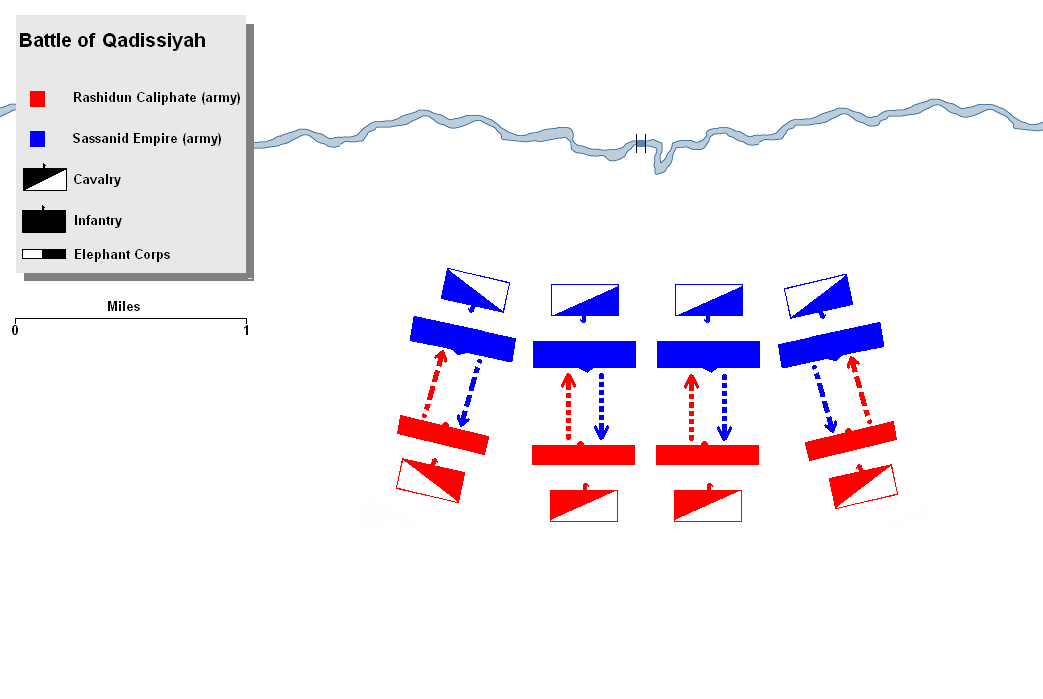
Рустам віддав наказ про загальну атаку на мусульманський фронт
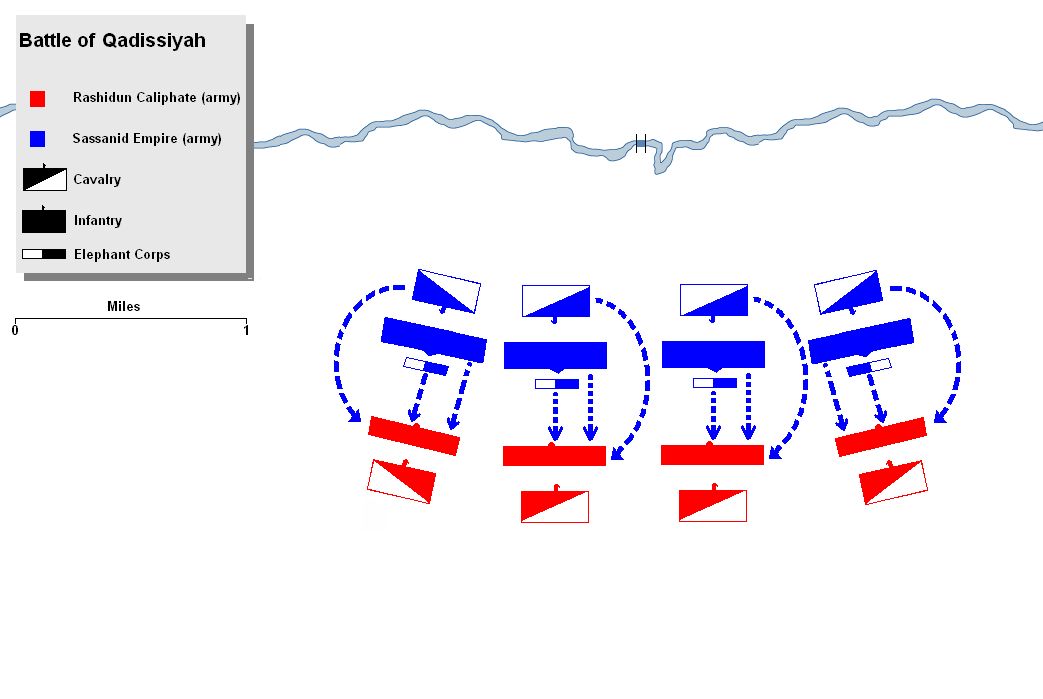
Перси атакують мусульман за допомогою слонового корпусу
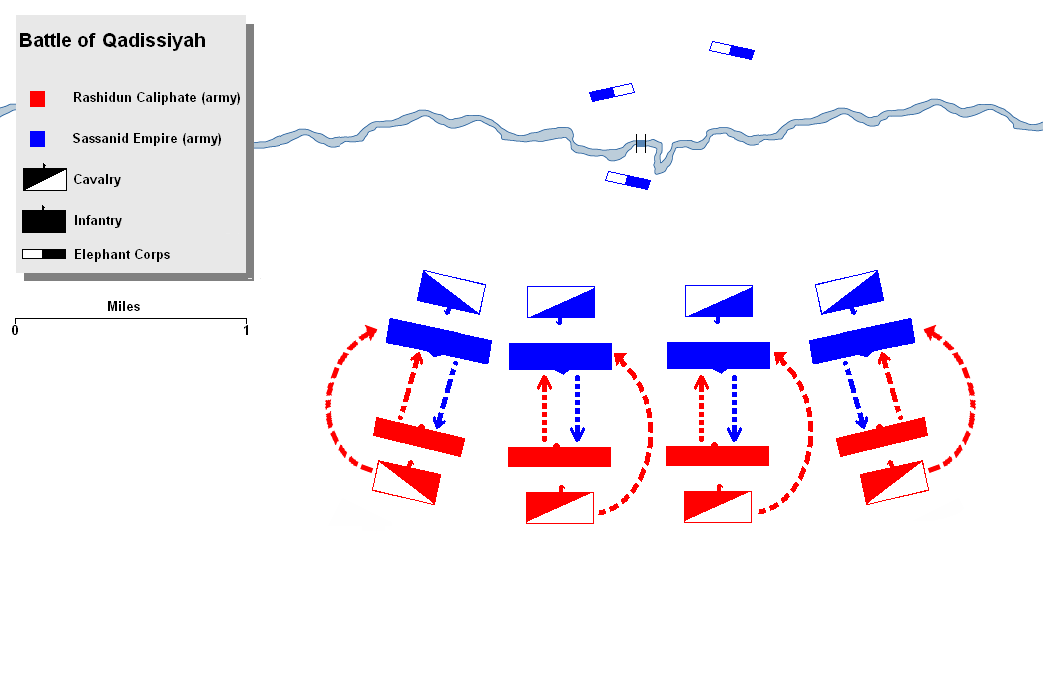
Відбиття перської атаки, знищення слонів
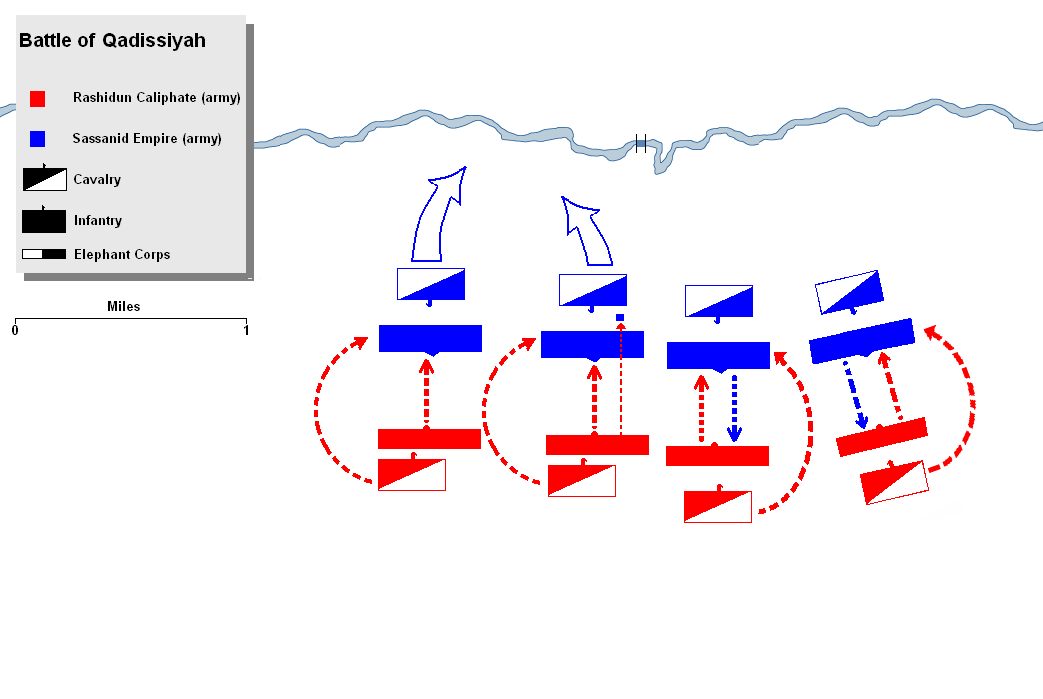
Мусульмаська атака перських позиці, прорив в правий центр перської армії і вбивство Рустама Фаррохзада
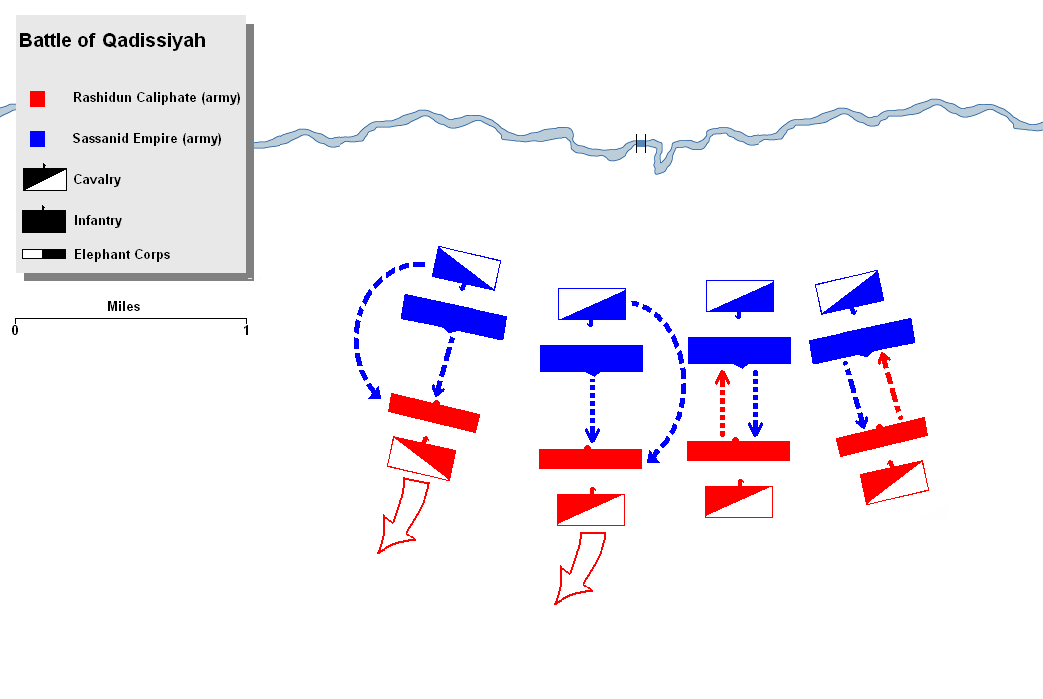
Відбиття мусульманських атках правим флангом і правим центром персів
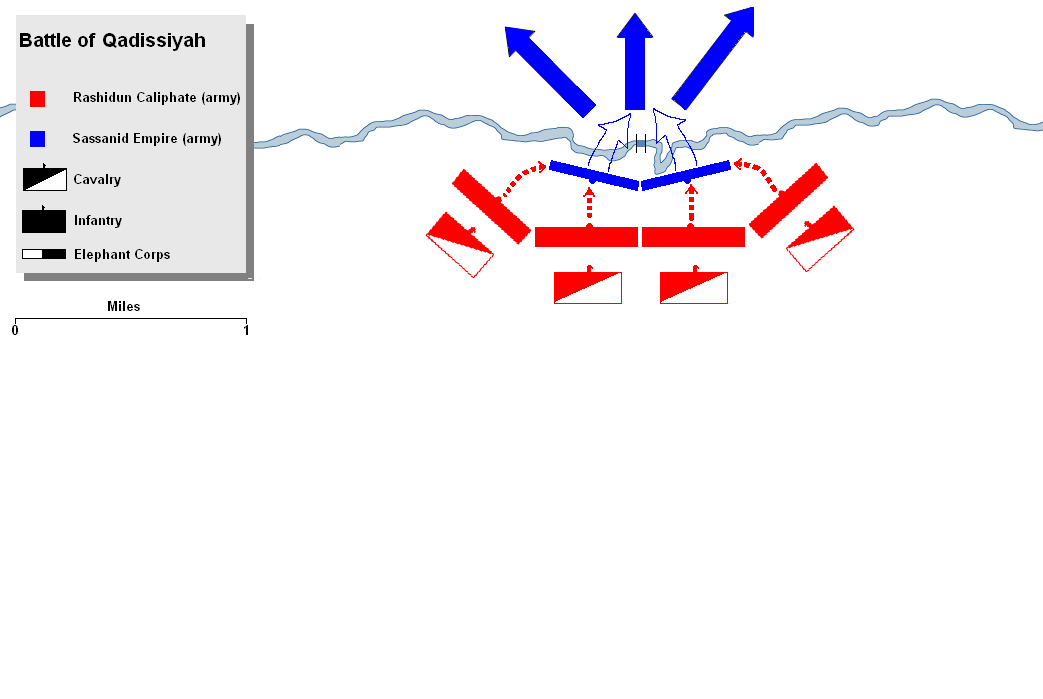
Відступ персів за річку